# Mai-Otome
Mai-Otome (舞-乙HiME Mai-Oto[hi]me?) es un anime producido por Sunrise, Inc. que empezó el 6 de octubre de 2005 en TV Tokyo. La serie es una especie secuela en un universo alternativo de la serie Mai-HiME. Mai-Otome usa los personajes de Mai-HiME, pero sus roles e historias son acomodados en un nuevo argumento. La serie fue anunciada originalmente con el nombre "舞☆MAiD" ("Mai (Star) Maid"). Igual que con Mai-HiME, el título es un juego de palabras japonesas e inglesas, usando intencionalmente una romanización irregular del kanji 舞 (mai) como "My", (Mi en español), y 乙HiME (乙 es un kanji y no debe ser confundido con la letra Z) es una abreviación de 乙-Type HIghly Advance Materializing Equipment. Existe también una adaptación al manga que posee una historia muy diferente.
El anime es una mezcla de los géneros maid y mahō shōjo. La trama se centra acerca de la Academia Garderobe en el Reino de Windbloom, que sirve de entrenamiento para las Otome, chicas jóvenes entrenadas para el combate y para proteger a reyes y políticos.

## Otome
La trama principal se centra en las "Otomes", guerreras entrenadas en la academia de "Garderobe" en la cual se les enseña, la elegancia, honestidad y tácticas de combate. Al ingresar a la nueva alumna se le otorga un pendiente y una gema que dependiendo su rango es la que controla sus nanomáquinas que son introducidas en su cuerpo y las cuales causan un desmayo de 2 a tres días (En el caso de Arika, la protagonista, su cuerpo soportó las nanomáquinas).

## Gemas
Las gemas que se les dan a las otomes se clasifican en: 
Gema Coral: Se le otorga a las otomes de primer ingreso su traje es todo igual, necesitan de un maestro temporal para lograr transformarse, solo pueden saltar muy alto y usar ataques cuerpo a cuerpo. 
Gema Perla: Se les da a las otomes de segundo año, su traje cambia de rojo a gris con blanco, son capaces de volar y usan elementos parecidos a las armas de la primera temporada (Mai-Hime).
Gemas Maister: Estas gemas se les entregan a las otomes graduadas de la academia y son por lo regular muy diferentes una de otra, requieren de un solo maestro permanente y cuando la otome recibe daño el maestro también sufre daño. Pero existen 5 excepciones que son los 5 pilares, Otomes que no tienen a un maestro (de hecho, tienen a una sola, Fumi Himeno, fundadora de Garderobe), que está dentro de una máquina y les permite materializar en cualquier momento sin necesidad de activar un contrato.

## Personajes

### Academia Garderobe
- Arika Yumemiya (アリカ・ユメミヤ): Es la protagonista de la historia. Al inicio del relato tiene 14 años y es muy optimista y alegre, pero le hace falta el "sentido común" para tratar con la realeza, debido a que es de un país distante. Ella rápidamente se identifica con las otras Corales y Perlas en Garderobe y hace muchas amigas con muchas de ellas, especialmente con Nina Wong y Erstin Ho, sus compañeras de cuarto. A veces es llamada "Hormiga" (Arinko-chan), debido a que su nombre, Arika, sería escrito como "蟻か", que quiere decir Hormiga. Decide convertirse en Otome luego de ver el poder de la Tercera Columna, Shizuru Viola. En el manga su personalidad no cambia mucho, aunque en este es aún más ingenua e inmadura que en la serie.

- Nina Wang (ニナ・ウォン Nina Won): Es la mejor estudiante de la clase Coral y compañera de Arika, es muy seria y trabajadora debido a que quiere ganarse el corazón de su padre adoptivo, Sergey Wong, la mano derecha de Nagi y perteneciente a los militares. Viene de Artai, un reino pobre sin Otomes de su lado, ella y Juliet Nao Zhang pretenden convertirse en las Otomes de Artai después de graduarse. Arika descubre que Nina es muy sensible a que la toquen, algo que explota muy a menudo.

En el manga, a diferencia de la serie de TV, Nina no es hija adoptiva de Sergey. Cuando Nina era pequeña vivía en la calle como una vagabunda, pero tuvo la suerte de que el gobernante de Artai (Nagi) la sacara de la calle y luego la mandara a Garderobe para así poder convertirse en la Otome de Artai. En lo que a su personalidad respecta ella es una chica muy seria. Es la mejor en todo, excepto en bordar claro. Es una amiga muy cercana de Arika, aunque la mayoría de las veces está corrigiendo las incoherencias que hace y dice Arika. 
- Erstin Ho (エルスティン・ホー Erusutin Hō): La segunda compañera de Arika y una buena amiga de Nina, así como la Coral #17 en su clase. Es dulce, amigable y normalmente callada. Viene del reino de Annan, y sus padres son lo suficientemente ricos para pagar sus estudios.

En el manga lo único que se menciona de su pasado es que antes de llegar a Garderobe unos hombres abusaron de ella, por tal razón ella le teme a los hombres y solo se relaciona con las mujeres. Es una chica dulce y tierna a la cual le encanta cocinar, además de esto ella siente mucho aprecio por Nina.

### Las 5 Columnas
Otomes que sirven a * Fumi Himeno (フミ・ヒメノ)para mediar cualquier tipo de problemas relacionados entre las Otomes y naciones.
- Sara Gallagher (サラ・ギャラガー Sara Gyaragā) (Aguamarina Galáctica)
- Natsuki Kruger (ナツキ・クルーガー Natsuki Kurūgā) (Cristal del Hielo Plateado)
- Shizuru Viola (シズル・ヴィオーラ Shizuru Viōra) (La Graciosa Amatista de Sonrisa Hechizante)
- Juliet Nao Zhang (ジュリエット・ナオ・チャン Jurietto Nao Chan) (La Espinela de la Victoria)
- Maya Bryce (マーヤ・ブライス Māya Buraisu) (Fuorita Danza de Remolinos)

### Institutrices de Garderobe
- Maria Graceburt (マリア・グレイスバート Maria Gureisubāto)
- Yukariko Steinberg (ユカリコ・シュタインベルグ Yukariko Shutainberugu)
- Yōko Helene (ヨウコ・ヘレネ Yōko Herene)

### Reino de Windbloom
- Mashiro Blan de Windbloom (マシロ・ブラン・ド・ヴィントブルーム Mashiro Buran Do Vintoburūmu)
- Mikoto (ミコト)
- Sakomizu Cardinal (サコミズ・カージナル Sakomizu Kādinaru)
- Aoi Senō (アオイ・セノー)
- Mimi (ミミ)
- Lena Sayers (レナ・セイヤーズ Rena Seiyāzu)

### Principado de Artai
- Nagi Dài Artai (ナギ・ダイ・アルタイ Nagi Dai Arutai)
- Sergey Wong (セルゲイ・ウォン Serugei Won)
- Tatsuhiko Gorvic Zaycech IV (タツヒコ・ゴロヴィッチ・ザイツェフⅣ世 Tatsuhiko Gorobitchi Zeishefu IV)
- Yamada (ヤマダ)

### República de Aries
- Yukino Chrysant (ユキノ・クリサント Yukino Kurisanto)
- Haruka Armitage (ハルカ・アーミテージ Haruka Āmitēji)
- Irina Woods (イリーナ・ウッズ Irīna Uzzu)
- Chie Hallard (チエ・ハラード Chie Harādo)

### Caballeros Asward del Valle Negro
- Midori (ミドリ)
- Rad (ラド Rado)/Reito
- Lumen (ルーメン Rūmen)
- Gal (ガル Garu)
- Dyne (ダイン Dain)

### Zipang
- Takumi Tokiha (鴇羽 巧海 頭忠頼 Tokiha Takumi no Kami Tadayori)
- Akira Okuzaki (尾久 崎晶 Okuzaki Akira)
- Iori (伊織)
- Mai Tokiha (鴇羽 舞衣 Tokiha Mai)

### Carleya
- Argos XIV (アルゴス14世 Arugosu 14)
- Fia Gross (フィア・グロス Fia Gurosu)
- Kazuya Krau-xeku (カズヤ・クラウゼク Kazuya Kurauzeku)
- Akane Soir (アカネ・ソワール Akane Sowāru)

### Florence
- Charles Guinel Roy d'Florence VIII (シャルル・ギュネール・ロイ・デ・フロリンス八世 Sharuru Gyunēru Roi De Furorinsu 8)
- Rosalie Croader (?????????? Rosali Crōde)
- Shiho Huit (シホ・ユイット Shiho Yuitto)

### Lutecia Romulus
- El Rey de Lutecia Romulus
- Karla Bellini (カーラ・ベリーニ Kāra Berīni)

### Lutecia Remus
- La Reina de Lutecia Remus
- Laura Bianchi (ラウラ・ビアンキ Raura Bianki)

### Annan
- Nguyen Bao (グエン・バオ Guen Bao)
- Ein Ruu (アイン・ルー Ain Rū)

### Schwarz
- John Smith (ジョン・スミス Jon Sumisu)

### Estudiantes Coral más importantes
- Tomoe Marguerite (トモエ・マルグリット Tomoe Maruguritto)
- Lilie Adean (リリエ・アディーン Ririe Adīn)
- Yayoi Alter (ヤヨイ・オールター Yayoi Ōrutā)
- Miya Clochette (ミーヤ・クロシェット Mīya Kuroshetto)

### Otros
- Miyu (ミユ)
- Alyssa Sears (アリッサ Arissa)
- Mikoto

## Lista de episodios
|    | |                           |  |  |
| 01 | «"Arika ☆ Yumemiya"» "Yume no ☆ Arika" (ユメノ☆アリカ)                                                              | "6 de octubre de 2005"    |  |  |
| 02 | «"Un remolino dentro del jardín de las damas hermosas!"» "Otome no Sono o Kakeru Shippū!?" (乙女の園を駆ける疾風!?) | "13 de octubre de 2005"   |  |  |
| 03 | «"La primera prueba"» "Hajimete no Ke-i-ke-n" (はじめてのケ·イ·ケ·ン)                                               | "20 de octubre de 2005"   |  |  |
| 04 | «"La ardiente estudiante de intercambio!"» "Honō no Tennyūsei!!" (炎の転入生!!)                                     | "27 de octubre de 2005"   |  |  |
| 05 | «"El campus, el uniforme y yo ♪"» "Gakuen to Seifuku to Atashi ♪" (学園と制服とあたし♪)                             | "3 de noviembre de 2005"  |  |  |
| 06 | «"Nina se lastima . . .ORZ"» "Nina, Makareru... orz" (ニナ、まかれる...orz)                                         | "10 de noviembre de 2005" |  |  |
| 07 | «"El baile Azul/El deseo de una Otome"» "Ao no Mai / Otome no Chigiri" (蒼の舞/乙女の契り)                          | "17 de noviembre de 2005" |  |  |
| 08 | «"El dolor del destino"» "Unmei no Kubiki" (運命の軛)                                                               | "24 de noviembre de 2005" |  |  |
| 09 | «"Playa - Traje de baño + Desastre = ?"» "Umi − Mizugi + Sōnan = ?" (海ー水着+遭難=?)                               | "1 de diciembre de 2005"  |  |  |
| 10 | «"Un Serio asunto de Otome"» "Sore ga Otome no Ichdaiji" (それが乙女の一大事)                                       | "8 de diciembre de 2005"  |  |  |
| 11 | «"FELIZ ☆ CUMPLEAÑOS"» (HAPPY ☆ BIRTHDAY)                                                                           | "15 de diciembre de 2005" |  |  |
| 12 | «"Una fiesta falsa"» "Kamen Butō kai?" (仮面舞踏かい?)                                                              | "15 de diciembre de 2005" |  |  |
| 13 | «"Hacia el brillante cielo rojo . . . ."» "Akane Iro no Sora ni..." (茜色の空に...)                                 | "22 de diciembre de 2005" |  |  |
| 14 | «"Una Otome S.O.S."» "Otome no Esu-Ō-Esu" (オトメのS·O·S)                                                           | "5 de enero de 2006"      |  |  |
| 15 | «"Arika, llorando."» "Arika, Naku." (アリカ、泣く.)                                                                 | "12 de enero de 2006"     |  |  |
| 16 | «""Es una promesa!""» ""Yakusoku da yo!"" (「約束だよ!」)                                                           | "19 de enero de 2006"     |  |  |
| 17 | «"El baile azul / cuando las ilusiones desaparecen"» "Ao no Mai / Omoi, Chiru Toki" (蒼の舞/想い、散るとき)         | "26 de enero de 2006"     |  |  |
| 18 | «"Desvanecimiento"» "Howaitoauto" (ホワイトアウト)                                                                  | "2 de febrero de 2006"    |  |  |
| 19 | «"Los esperados 17 años"» "Shukumei no Jū Nana Sai" (宿命の17歳)                                                    | "9 de febrero de 2006"    |  |  |
| 20 | «"No me llames Nina"» "Nīna to Yobanaide" (ニーナと呼ばないで)                                                      | "16 de febrero de 2006"   |  |  |
| 21 | «"La princesa blanca, el momento del despertar"» "Shiroki Hime, Mezameru Toki" (白き姫、目覚めるとき)               | "23 de febrero de 2006"   |  |  |
| 22 | «"La canción de la destrucción"» "Horobi no Uta" (ホロビノウタ)                                                     | "2 de marzo de 2006"      |  |  |
| 23 | «"Arika del valle misterioso"» "Fushigi no Tani no Arika" (不思議の谷のアリカ)                                      | "9 de marzo de 2006"      |  |  |
| 24 | «"Por tu bien . . ."» "Anata no Tame ni..." (あなたのために....)                                                    | "16 de marzo de 2006"     |  |  |
| 25 | «"La Otome del Cielo Azul"» "Sōten no Otome" (蒼天の乙女)                                                           | "23 de marzo de 2006"     |  |  |
| 26 | «"El lugar de un ☆ sueño"» "Dream ☆ Wing ~ Yume no Arika" (Dream ☆ Wing 〜夢の在処)                                 | "24 de marzo de 2006"     |  |  |